# Louis Henri de Pardaillan de Gondrin
Louis Henri de Pardaillan, marchese di Montespan (1640 – 1º dicembre 1691), è stato un nobiluomo francese.
È più degno di nota in quanto marito di Madame de Montespan, celebre favorita di Luigi XIV.

## Biografia
Era figlio di Roger Hector de Pardaillan, marchese d'Antin e di Marie Christine Zamet. Nel febbraio 1663 sposò Françoise de Rochechouart, Mademoiselle de Mortemart. Ebbero due figli :
1. Marie Christine de Pardaillan (1663–1675),
2. Louis Antoine de Pardaillan (1665–1736), il futuro duca d'Antin.

Tuttavia, per Madamoiselle de Mortemart, un'alleanza con una famiglia completamente ignota alla nobiltà del sud-ovest della Francia, non era sufficiente ed il marito (sempre a corto di soldi) era sempre via per le sue funzioni giurisdizionali. Diventò, quindi maîtresse di Luigi XIV nel 1667. Quando Louis Henri lo scoprì, invece di accettare come era solito ai mariti cornuti dell'epoca (soprattutto quando era il re che rendeva la cornificazione), sollevò uno scandalo a corte, sfidò il re un giorno a Saint-Germain-en-Laye e decorò la sua carrozza con palchi (simili a corni, questi erano i simboli tradizionali del marito tradito). Fu subito rinchiuso nella For-l'Évêque, e poi esiliato nelle sue terre. Ciò non impedì la sua agitazione, e non solo veniva a Parigi, quasi ogni anno tra il 1670 e il 1686, ma comandò anche una messa di Requiem annua da cantare per sua moglie durante la sua vita.

## Nella letteratura
- (FR)  Jean Teulé, Le Montespan, Julliard, 2008, Grand Prix du roman historique